# Rejon mieżdurieczeński
Rejon mieżdurieczeński (ros. Междуреченский район, Mieżdurieczenskij rajon) – jednostka administracyjna w Rosji, w obwodzie wołogodzkim, z siedzibą w Szujskoje. 
W 2010 roku mieszkało w niej 6 112 osób.